# Bruno Delbonnel
Bruno Delbonnel (Nancy, 1957) é um diretor de fotografia francês.
Formou-se em filosofia na Universidade de Paris-Sorbonne e em cinematografia na École Supérieure d'Études Cinématographiques (ESEC), em 1978. Ele começou sua carreira como assistente na produção de comerciais nos Estados Unidos e na Inglaterra.
Já colaborou com o diretor Jean-Pierre Jeunet em Le Fabuleux Destin d'Amélie Poulain (2001) e Un long dimanche de fiançailles (2004).
Ele foi indicado cinco vezes ao Oscar de Melhor Fotografia por O Fabuloso Destino de Amélie Poulain, Eterno Amor, Harry Potter e o Enigma do Príncipe, Inside Llewyn Davis e O Destino de Uma Nação. Foi indicado também a 3 BAFTA Film Awards e 4 American Society of Cinematographers Awards, vencendo este último por Eterno Amor.
Trabalhará no futuro filme baseado no livro de A. J. Finn A Mulher Na Janela, com direção de Joe Wright. A estreia está prevista para outubro de 2019, com Amy Adams, Julianne Moore e Gary Oldman no elenco.